# 기쿠치 간
기쿠치 간(일본어: 菊池 寛, 1888년 12월 26일 ~ 1948년 3월 6일)은 일본 다이쇼 시대와 쇼와 시대의 소설가이자 극작가이다. 본명은 기쿠치 히로시(일본어: 菊池 寛)로 한자 표기는 같다.
1888년 다카마쓰시에서 태어나 법률가를 목표로 메이지 대학 법학부에 입학하지만, 징병을 피하기 위해 중퇴. 다시 교토 대학 문학부에 입학해 1916년 동대학 졸업 후 지지신보(時事新報) 기자로 근무했다. 제3-4차 '신시조' 동인으로서 1916년 희곡 <屋上の狂人(오쿠조노교진, 옥상의 광인)> 등을 발표했으나 이후에는 주로 단편소설을 집필, 1918년 <無名作家の日記(무메이사카노닛키, 무명작가의 일기)>를 써 <주오코론>에 발표하여 신진 작가의 위치를 확립했다. 1923년 <분게이슌주(文藝春秋)>를 창간, 1928년 사장으로 취임하여 사업가로서 활약했다.
권위 있는 문학상인 아쿠타가와 상, 나오키 상 등을 제정하여 작가의 복지와 신인의 발굴. 육성 등에 공헌한 바 있다. 창작 면에서는 1920년의 '신주후진(眞珠夫人)'으로 시작되는 통속소설을 주로 집필하였다. 인생의 '극적 순간'을 포착하여, 명쾌한 합리적인 질서 속에 살리는 점에 그의 희곡과 소설의 특색이 있다.

## 대표작
- <진주부인>
- <원한을 넘어서>
- <도주로의 사랑>
- <옥상의 광인>
- <아버지 돌아오다>

## 같이 보기
- 기쿠치 간 상
- 조선예술상
- 나가타 마사이치